# Civil Service FC
Der Civil Service FC (offiziell: Civil Service Football Club) ist ein englischer Fußballverein aus London. Er gehörte in den 1870er-Jahren zu den ersten Klubs, die am englischen FA Cup teilnahmen, kam aber zwischen 1871 und 1875 nicht über die zweite Hauptrunde hinaus. Gemeinsam mit dem Blackheath FC ist der Civil Service FC der einzige Verein, der Gründungsmitglied der Football Association und der Rugby Football Union war. Zum Ende des 19. Jahrhunderts löste sich der Fußballklub von seinen Rugby-Wurzeln, galt im frühen 20. Jahrhunderts als Botschafter außerhalb Englands und ist seitdem im Amateurfußball beheimatet.

## Vereinsgeschichte
Als Gründungsjahr des Civil Service FC gilt 1863, obwohl auch ein Zeitpunkt vorher möglich erscheint, wie ein Eintrag von C. W. Alcock im Jahrbuch von 1871 vermuten lässt (mit einer dortigen Angabe von 1862). Gespielt wurde zu Beginn gleichsam unter Fußball- und Rugbyregeln. Der genaue Zeitpunkt, ab dem sich der Klub auf den Fußball konzentrierte, ist ebenso unklar, wie die genaue Struktur innerhalb des Vereins. In beiden Sportarten war der Civil Service Gründungsmitglied des jeweiligen nationalen Verbands (Football Association (1863) und Rugby Football Union (1871)), wobei aber spätestens im Jahr 1892 die Clapham Rovers als einziger aktiver Fußball- und Rugby-Verein galten (und somit der Civil Service zu diesem Zeitpunkt keine relevante Größe im Rugbysport mehr war).
Der Civil Service FC nahm an der Erstauflage 1871/72 des FA Cups teil und verlor in der ersten Runde des Wettbewerbs am 11. November 1871 gegen den Barnes FC mit 0:2. Erstmals die zweite Runde erreichte der Klub in der Saison 1874/75, hatte diesen Umstand jedoch nur der Tatsache zu verdanken, dass die Harrow Chequers in der ersten Runde nicht angetreten waren. Nach der Spielzeit 1875/76 blieb der Klub dem englischen Pokalwettbewerb lange Zeit fern, bevor er nach dem Zweiten Weltkrieg wieder für frühe Qualifikationsrunden meldete. Größere Bekanntheit erlangte der Civil Service im frühen 20. Jahrhundert. Als Botschafter des Amateurfußballs bereiste der Verein ab dem Jahr 1901 regelmäßig den europäischen Kontinent, wozu unter anderem am 29. April 1905 ein Duell mit der BFC Germania 1888 in Berlin zählte. Nennenswerte Gegner waren dazu Slavia Prag sowie in Spanien Real Madrid und der FC Barcelona; sowohl in Prag als auch in Madrid ist der Civil Service FC „Ehrenmitglied“. Bis weit in die 1920er-Jahre unternahm der Verein derartige Reisen, bevor die Profiklubs diese Rolle zunehmend übernahmen.
Der Civil Service FC war zur Saison 1905/06 Gründungsmitglied der Isthmian League und verweilte dort nach anfänglich zwei Jahren erst wieder nach dem Ende des Ersten Weltkriegs bis 1929. In die Zeit der ersten drei Dekaden des 20. Jahrhunderts fielen auch einige Pokalsiege, darunter der London Senior Cup (1901), der Middlesex Senior Cup (1908 und 1913) und der Amateur Football Association Cup (1910, 1920 und 1930). Der Klub fühlte sich insgesamt dem Amateurfußball verpflichtet, spielte zumeist und bis heute in der Southern Amateur Football League und war im Jahr 1907 auch dort Gründungsmitglied. Der Civil Service FC gewann in den Jahren 1912 und 1914 die Meisterschaft in der „Sektion A“, dazu dreimal (1938, 1969 und 1971) in der „Division 1“, viermal in der „Division 2“ (1931, 1952, 1968 & 2012), sowie im Jahr 1930 in der „Division 3“.